# 洱源橐吾
洱源橐吾（学名：Ligularia lankongensis），为菊科橐吾属下的一个种。

## 扩展阅读
維基物種上的相關：洱源橐吾